# Pireis
Els pireis (en llatí pyraei) eren un poble d'Il·líria que mencionen Plini el Vell i Pomponi Mela. Són amb quasi total seguretat el mateix poble que Estrabó anomena amb el nom de Pleraei (Πληραῖοι), i diu que vivien a la vora del riu Neretva. Esteve de Bizanci els situa a l'Epir.